# فرنتس چیپش
فرنتس چیپش (انگلیسی: Ferenc Csipes؛ زادهٔ ۸ مارس ۱۹۶۵) قایقران کایاک اهل مجارستان بود.